# Hakea multilineata
Hakea multilineata és una espècie d'angiosperma de la família de les proteàcies (Proteaceae) que es distribueix pel sud i sud-oest d'Austràlia, normalment entre bruguerars, és a dir, matollars de bruc (Erica multiflora).
H. multilineata és molt similar a les espècies del mateix gènere, Hakea francisiana i Hakea bucculenta que tenen les mateixes necessitats de cultiu i requeriments. No és una espècie considerada en perill d'extinció ni tampoc en risc de desaparèixer a la natura.

## Descripció
Hakea multilineata és un arbust mitjà o alt o també es podria considerar un arbre de mida petita, d'uns 3 a 5 metres d'alçada amb branques ascendents. La capçada és més aviat oberta o poc densa. Les fulles són de tipus linear, llargues, d'uns 18 cm de llarg amb unes 15 venes longitudinals.
Les flors creixen en raïms d'uns 50-70 mm de llarg que es veuen en les aixelles de les fulles a l'hivern i primavera. El color de la flor és generalment de color rosa brillant. Tot i que les flors es produeixen dins el fullatge, l'hàbit obert de la planta significa que es mostren bé, que sempre atrauen l'atenció. Les flors són seguides per beines de fruits d'uns 20 mm de llarg que conté dues llavors alades, el nombre habitual per a totes les espècies Hakea. Les beines no llancen la llavor fins a ser estimulat per les condicions ambientals (per exemple, després d'un incendi forestal).

## Cultiu
Aquesta espècie ha estat cultivada durant molts anys, però és sobretot adequat per a zones de baixa humitat de l'estiu. A les zones humides pot créixer amb èxit des de fa alguns anys, però pot col·lapsar durant la nit. L'espècie és tolerant a gelades moderades i les flors són atractives per aquelles aus que també s'alimenten de nèctar i pol·len. L'espècie creix i floreix millor en un molt bon drenatge, en llocs assolellats però tolerarà una mica d'ombra. Tolera sòls relativament durs, és a dir, de tipus calcari; tolera també les gelades moderades.

## Taxonomia
Hakea multilineata va ser descrita per Meisner, Carl Daniel Friedrich i publicada a Plantae Preissianae 2: 261. 1848. (Pl. Preiss.)

## Etimologia
- Hakea: el nom genèric és en referència a Baron Christian Ludwig von Hake (1745 - 1818), va ser un horticultor alemany, un dels patrons de la botànica.[4]
- multilineata: epítet específic compost de les paraules llatines multus, que vol dir "molts" i lineatus que vol dir "amb línies paral·leles" referint-se a les múltiples venes que hi ha a les fulles.[5]